# Neoxanthin
Neoxanthin ist eine natürlich vorkommende organische Verbindung aus der Gruppe der Xanthophylle. Es weist eine Allen-Einheit mit zwei kumulierten Doppelbindungen auf.

## Vorkommen und Biosynthese
Neoxanthin ist Intermediat in der Biosynthese von Carotinoiden in Pflanzen. Aus Violaxanthin wird zunächst das all-trans-Neoxanthin gebildet und dieses dann zu 9'-cis-Neoxanthin isomerisiert. Letzteres ist wiederum Vorläufer des Wachstumsregulators Abscisinsäure. Die Umwandlung von Violaxanthin zu Neoxanthin wird durch eine Neoxanthin-Synthase katalysiert. Solche Enzyme und entsprechende Gene wurden an Tomaten- und Kartoffelpflanzen untersucht. Neoxanthin ist Bestandteil des Lichtsammelkomplexes im Photosystem II, der in höheren Pflanzen der Absorption von Licht in der Photosynthese dient. Neoxanthin ist außerdem ein wahrscheinlicher biosynthetischer Vorläufer des von Grashüpfern gebildeten Grashüpferketons.